# Markus Peintner
Markus Peintner (* 17. Dezember 1980 in Lustenau) ist ein ehemaliger österreichischer Eishockeyspieler, der im Laufe seiner Karriere unter anderem für den EC VSV, die EC Graz 99ers und den EHC Linz in der Österreichischen Eishockey-Liga aktiv war. Ab August 2014 war er Assistenztrainer beim EC VSV, von Dezember 2017 bis Juli 2019 war er Cheftrainer beim EC VSV.

## Karriere

Signatur von Markus Peintner

Peintner begann seine Karriere als Jugendlicher beim EHC Lustenau, mit 19 Jahren wechselte er für eine Saison zur VEU Feldkirch. Danach spielte er vier Jahre lang für den EHC Black Wings Linz, bevor er zu den Vienna Capitals wechselte. Nach nur einer Saison in Wien wechselte er zum EC VSV, wo er vier Jahre spielte. Ab der Saison 2009/10 spielte Peintner für die EC Graz 99ers.
2011 kehrte er zum EC VSV zurück, bei dem er im August 2014 seine Karriere beendete und nach dem Abgang von Marc Brown Assistenztrainer von Hannu Järvenpää wurde. 
Peintner erzielte in 724 Bundesliga-Spielen 483 Punkte und kassierte 711 Strafminuten. Er konnte mit drei verschiedenen Mannschaften den österreichischen Meistertitel gewinnen.

### International
Im Juniorenbereich spielte Peintner für Österreich bei den U18-C-Europameisterschaften 1997 und 1998, als er Topscorer und Torschützenkönig des Turniers war, und den U20-C-Weltmeisterschaften 1997, 1999 und 2000.
Auch im Herren-Nationalteam war er über viele Jahre ein fixer Bestandteil. Er nahm an den Weltmeisterschaften der Top-Division 2004, 2005, 2007, 2009, 2011 und 2013 teil. 2006, 2008 und 2010 spielte er in der Division I. Zudem vertrat er seine Farben bei den Qualifikationsturnieren zu den Olympischen Winterspielen 2006 in Turin, 2010 in Vancouver und 2014 in Sotschi.

## Erfolge und Auszeichnungen
- 1998 Topscorer und Torschützenkönig der U18-C-Europameisterschaft
- 2003 Österreichischer Meister mit dem EHC Black Wings Linz
- 2005 Österreichischer Meister mit den Vienna Capitals
- 2005 Beste Plus/Minus-Bilanz der Österreichischen Eishockeyliga
- 2006 Österreichischer Meister mit dem EC VSV
- 2006 Aufstieg in die Top-Division bei der Weltmeisterschaft der Division IB
- 2008 Aufstieg in die Top-Division bei der Weltmeisterschaft der Division IA
- 2010 Aufstieg in die Top-Division bei der Weltmeisterschaft der Division IA